# Latycephala tortilla
Latycephala tortilla är en insektsart som beskrevs av Kuoh. Latycephala tortilla ingår i släktet Latycephala och familjen dvärgstritar. Inga underarter finns listade i Catalogue of Life.